# Low (poker)
Pour les articles homonymes, voir Low.
Au jeu du poker, le mode low (en français faible ou bas) désigne une manière de jouer où les mains gagnantes sont les mains de force la plus faible.
On dit par exemple pour préciser la partie à laquelle on va jouer : Omaha low
Lorsque la partie est annoncée sans préciser quel mode va être joué, il est convenu que c'est en mode high ; pour la jouer en low, il faut que le donneur précise que c'est ce mode qui va être activé avant le début de la partie.
En mode low il existe encore deux variantes que le donneur doit préciser :
- Ace to five
- Deuce to seven

## Varianteace to five
Dans cette variante du mode low les suites, les couleurs et les quintes flush ne comptent pas et les as comptent pour un, donc plus faible que les deux.
Si un joueur présente la main suivante :
| Suite au huit |

Elle est plus faible dans ce mode (répétons qu'ici la main étant une suite et que nous sommes en mode low, cette main vaut un 8, sa carte la plus forte) et gagne donc contre :
| Paire de trois |

Dans ce mode de jeu, la plus forte main (donc la main la plus faible dans le classement high si on exclut les suites et les couleurs) est par exemple :
| Roue ou quinte blanche |

| Roue ou quinte blanche |

Cette dernière, bien que combinant une quinte flush reste de force identique à la première car les suites, les couleurs et les quintes flush ne comptent pas. 
Ce sont ces mains qui donne son nom à la variante ace to five (en français : de l'as au cinq).

## Variantedeuce to seven
Dans cette variante du mode low, les as ne comptent que comme cartes hautes. Les suites et les couleurs comptent aussi respectivement pour des suites et des couleurs et sont donc de mauvaises mains.
Dans ce mode de jeu, la plus forte main (donc la main la plus faible dans le classement high) est par exemple :
| the nut en deuce to seven |

C'est cette main qui donne le nom à la variante deuce to seven (en français : du deux au sept).